# Provinciale Staten
Provinciale Staten ou PS (Assembleia Legislativa da Província ou Estado Provincial) é o parlamento provincial e assembleia legislativa de cada província dos Países Baixos. É eleito simultaneamente, para cada província, uma vez a cada quatro anos e é responsável pelas questões de importância subnacional ou regional. Cada Assembleia da Província é eleita diretamente pelos eleitores da província correspondente, e o tamanho de cada Assembleia é relativo ao número de seus habitantes. 
De 1813 a 1850, os membros nobres da ridderschap escolhiam um terço dos membros da Assembleia da Província. As reformas de Johan Rudolf Thorbecke e sua "Lei Provincial" (provinciewet) de 1850, acabaram com esse privilégio.   
Antes de 11 de março de 2003, a Assembleia da Província era apenas a administração (ou seja, o Poder executivo) da província, mas, após essa data, tornou-se a representação coletiva da província, cujo papel principal é o de fiscalizar a administração da maioria das tarefas executivas. Essas tarefas são agora responsabilidade do Gedeputeerde Staten, um colégio provincial eleito de quatro em quatro anos pelos membros da Assembleia da Província. A Gedeputeerde Staten e a Provinciale Staten são presididas pelo Commissaris van de Koning ou comissário real da província, nomeado pela Coroa a cada seis anos. 
Logo após suas eleições, os membros conjuntos da Assembleia Provincial elegem os membros do Senado dos Países Baixos dos Estados Gerais dos Países Baixos.

## Número de lugares em cada Assembleia da Província
Antes de 2007, o tamanho de uma Assembleia da Província variava de 39 membros, para uma província com menos de 200.000 habitantes, até 83 membros, para uma província com mais de 2.500.000 habitantes. Como consequência de uma mudança na "Lei Provincial" (provinciewet) nas eleições de 7 de março de 2007 para as Assembleias Provinciais, o número total de membros das Assembleias Provinciais foi reduzido dos anteriores 764 para 564. O tamanho máximo de uma Assembleia Provincial foi reduzido de 83 membros para 55, para províncias com mais de 2.000.000 habitantes. O tamanho mínimo de 39 manteve-se inalterado, mas para as províncias com menos de 400.000 habitantes (em vez dos anteriores 200.000). A seguir, uma lista com as reduções de cadeiras por província: 
| Província         | Assentos antes de 2007 | Assentos após 2007 |
| ----------------- | ---------------------- | ------------------ |
| Groninga          | 55                     | 43                 |
| Frísia            | 55                     | 43                 |
| Drente            | 51                     | 41                 |
| Overissel         | 63                     | 47                 |
| Flevolândia       | 47                     | 39                 |
| Guéldria          | 75                     | 53                 |
| Utrecht           | 63                     | 47                 |
| Holanda do Norte  | 83                     | 55                 |
| Holanda do Sul    | 83                     | 55                 |
| Zelândia          | 47                     | 39                 |
| Brabante do Norte | 79                     | 55                 |
| Limburgo          | 63                     | 47                 |
| TOTAL             | 764                    | 564                |

Uma consequência desta redução no número de lugares é que a cláusula de barreira (o número mínimo de votos necessários para um partido político ganhar pelo menos um assento na Assembleia) aumentou. Dependendo da província, a cláusula fica entre 1,5% e mais de 2% dos votos. Devido a isso, ficou  mais difícil para os pequenos partidos ganharem um lugar. Isto também trouxe consequências para a representação dos pequenos partidos no Senado. 

## Eleições por partido por província
| Província         | 2003 | 2003 | 2003 | 2003 | 2003 | 2003 | 2003 | 2003 | 2003 | 2003     | 2003  | 2007 | 2007 | 2007 | 2007 | 2007 | 2007 | 2007 | 2007 | 2007 | 2007     | 2007  |
| Província         | CDA  | PvdA | VVD  | GL   | SP   | D66  | CU   | SGP  | LPF  | (overig) | total | CDA  | PvdA | VVD  | GL   | SP   | D66  | CU   | SGP  | PvdD | (overig) | total |
| ----------------- | ---- | ---- | ---- | ---- | ---- | ---- | ---- | ---- | ---- | -------- | ----- | ---- | ---- | ---- | ---- | ---- | ---- | ---- | ---- | ---- | -------- | ----- |
| Groninga          | 12   | 20   | 7    | 5    | 3    | 2    | 4    | 0    | 0    | 2        | 55    | 9    | 12   | 5    | 3    | 7    | 1    | 4    | 0    | 1    | 1        | 43    |
| Frísia            | 16   | 15   | 6    | 3    | 1    | 1    | 3    | 3    | 0    | 7+1+1+1  | 55    | 12   | 12   | 5    | 2    | 4    | 0    | 3    | 0    | 0    | 5        | 43    |
| Drente            | 12   | 19   | 9    | 4    | 0    | 2    | 2    | 0    | 1    | 2        | 51    | 10   | 13   | 8    | 2    | 5    | 0    | 3    | 0    | 0    | 0        | 41    |
| Overissel         | 24   | 15   | 9    | 3    | 3    | 2    | 4    | 2    | 1    | 0        | 63    | 17   | 9    | 7    | 2    | 6    | 0    | 5    | 1    | 0    | 0        | 47    |
| Flevolândia       | 10   | 12   | 11   | 3    | 2    | 2    | 4    | 1    | 2    | 0        | 47    | 8    | 7    | 9    | 2    | 6    | 0    | 5    | 1    | 1    | 0        | 39    |
| Guéldria          | 24   | 18   | 13   | 5    | 4    | 3    | 3    | 4    | 1    | 0        | 75    | 15   | 10   | 9    | 3    | 7    | 1    | 4    | 3    | 1    | 0        | 53    |
| Utrecht           | 16   | 14   | 14   | 6    | 3    | 4    | 3    | 2    | 1    | 0        | 63    | 11   | 8    | 10   | 4    | 5    | 2    | 4    | 1    | 1    | 1        | 47    |
| Holanda do Norte  | 17   | 24   | 20   | 8    | 5    | 5    | 1    | 1    | 2    | 1        | 83    | 11   | 10   | 13   | 5    | 9    | 2    | 2    | 2    | 2    | 1        | 55    |
| Holanda do Sul    | 20   | 20   | 18   | 5    | 4    | 4    | 3    | 4    | 4    | 1        | 83    | 13   | 10   | 12   | 3    | 8    | 1    | 4    | 2    | 1    | 1        | 55    |
| Zelândia          | 13   | 10   | 7    | 2    | 2    | 1    | 3    | 6    | 0    | 1+2      | 47    | 10   | 6    | 6    | 2    | 5    | 0    | 3    | 5    | 0    | 2        | 39    |
| Brabante do Norte | 30   | 17   | 15   | 4    | 6    | 3    | 1    | 1    | 2    | 1        | 79    | 18   | 8    | 11   | 2    | 12   | 1    | 1    | 1    | 1    | 1        | 55    |
| Limburgo          | 28   | 14   | 9    | 3    | 4    | 2    | 0    | 0    | 1    | 2        | 63    | 18   | 8    | 7    | 2    | 9    | 1    | 0    | 0    | 1    | 1        | 47    |
| Totaal            | 222  | 198  | 138  | 51   | 37   | 31   | 26+5 | 19+5 | 15   | 22       | 764   | 151  | 114  | 102  | 32   | 83   | 9    | 35+3 | 13+3 | 9    | 13       | 564   |

Devido às deserções dos membros de um partido para outro e outras razões, o número de lugares podem flutuar durante cada período de intereleições. Esta tabela só mostra a distribuição logo após as eleições. 
A chamada 'overige' (maioria partidária) para 2007 é:
- em Groninga: PvhN (por 1 assento)
- em Frísia: FNP (por 5 assentos)
- em Utrecht: Mooi Utrecht (por 1 assento)
- em Holanda do Norte: ONH/Verenigd Senioren Partij (por 1 assento)
- em Holanda do Sul: Leefbaar Zuid-Holland (por 1 assento)
- em Zelândia: PVZ (por 2 assentos)
- em Brabante do Norte: Brabantse Partij (por 1 assento)
- em Limburgo: PNL (por 1 assento)

## Distribuição das cadeiras nas Assembleias das Províncias após as eleições de 2007
Statenverkiezingen significa eleições da Assembleia da Província.

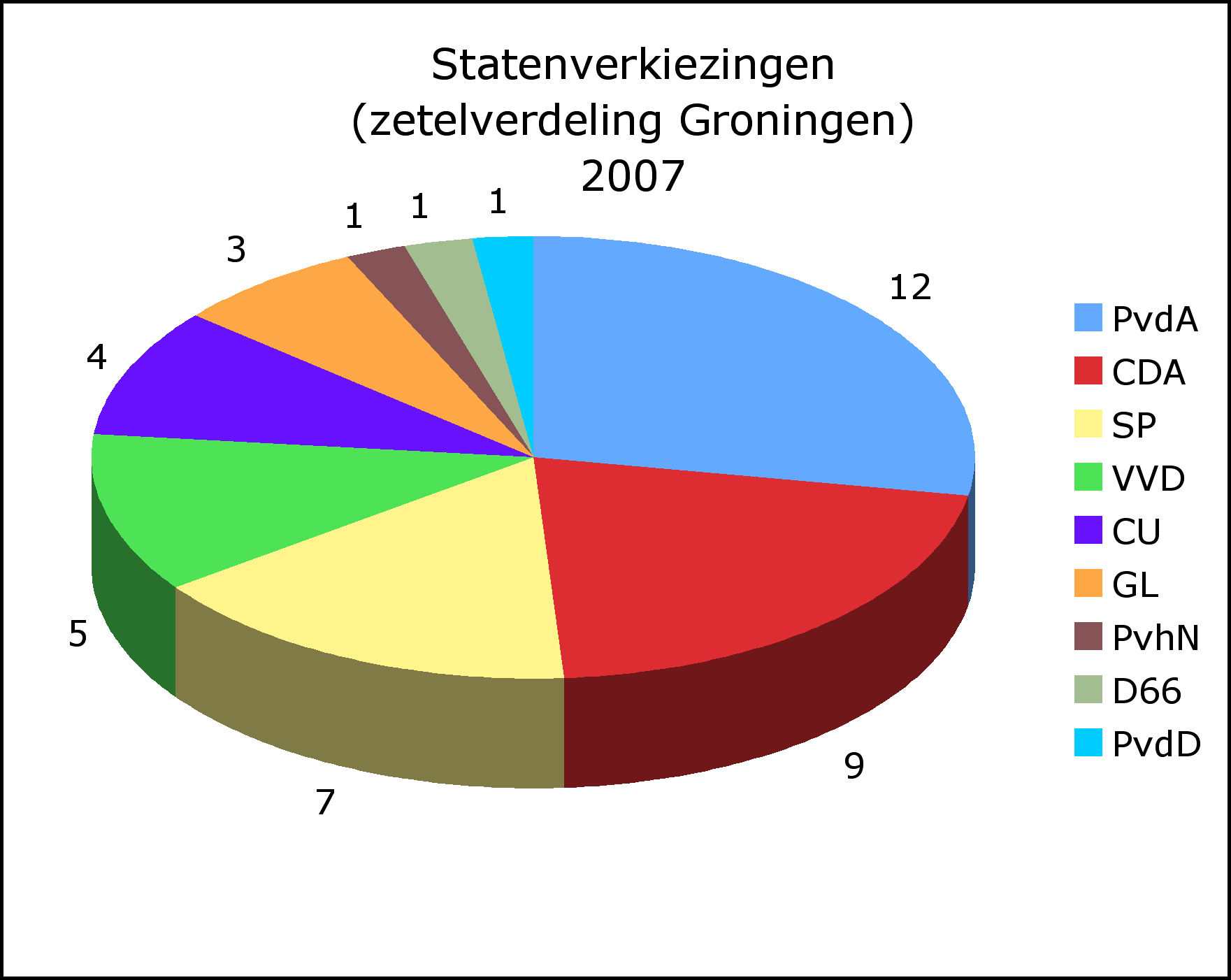
Assembleia da Província de Groninga
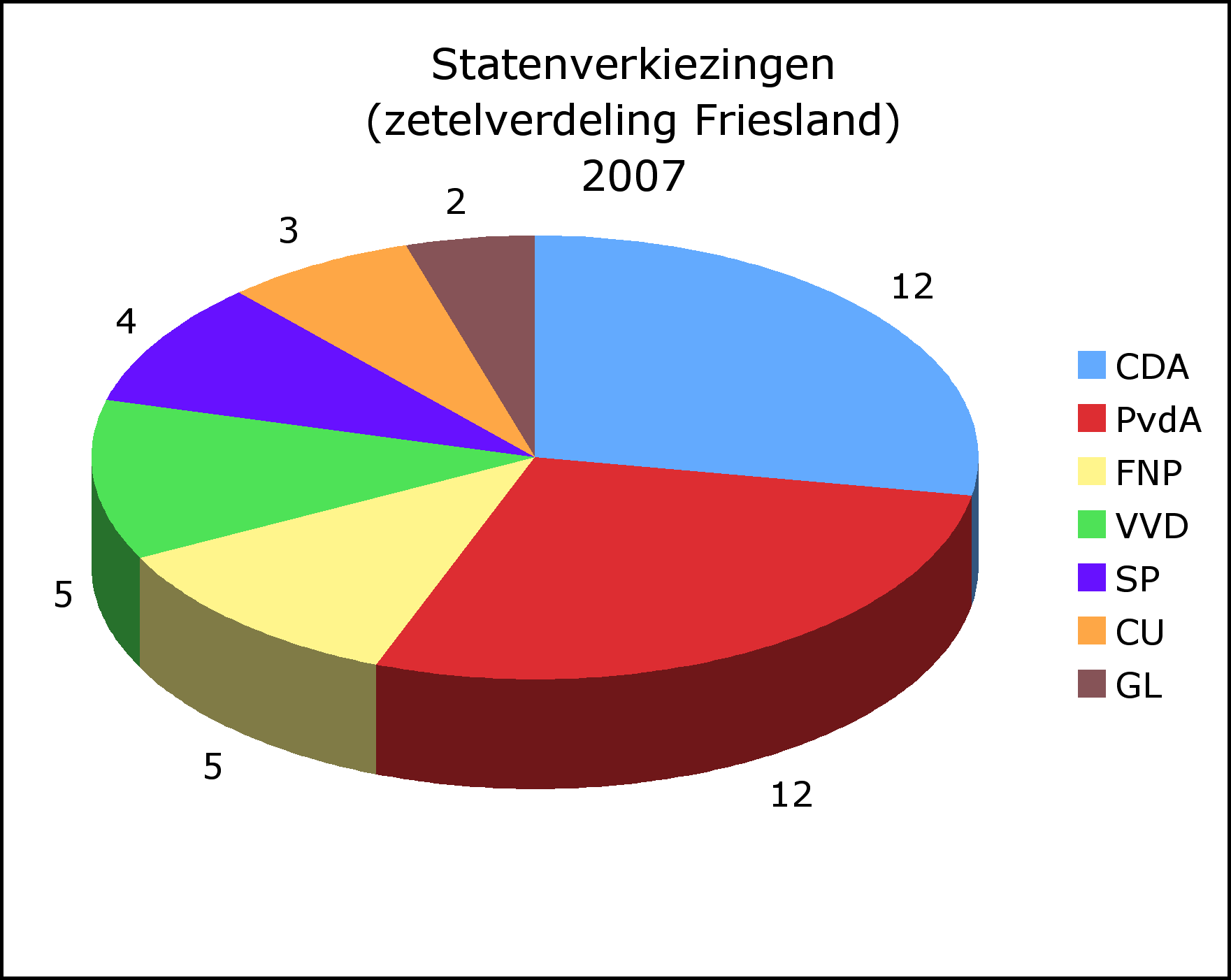
Assembleia da Província de Frísia
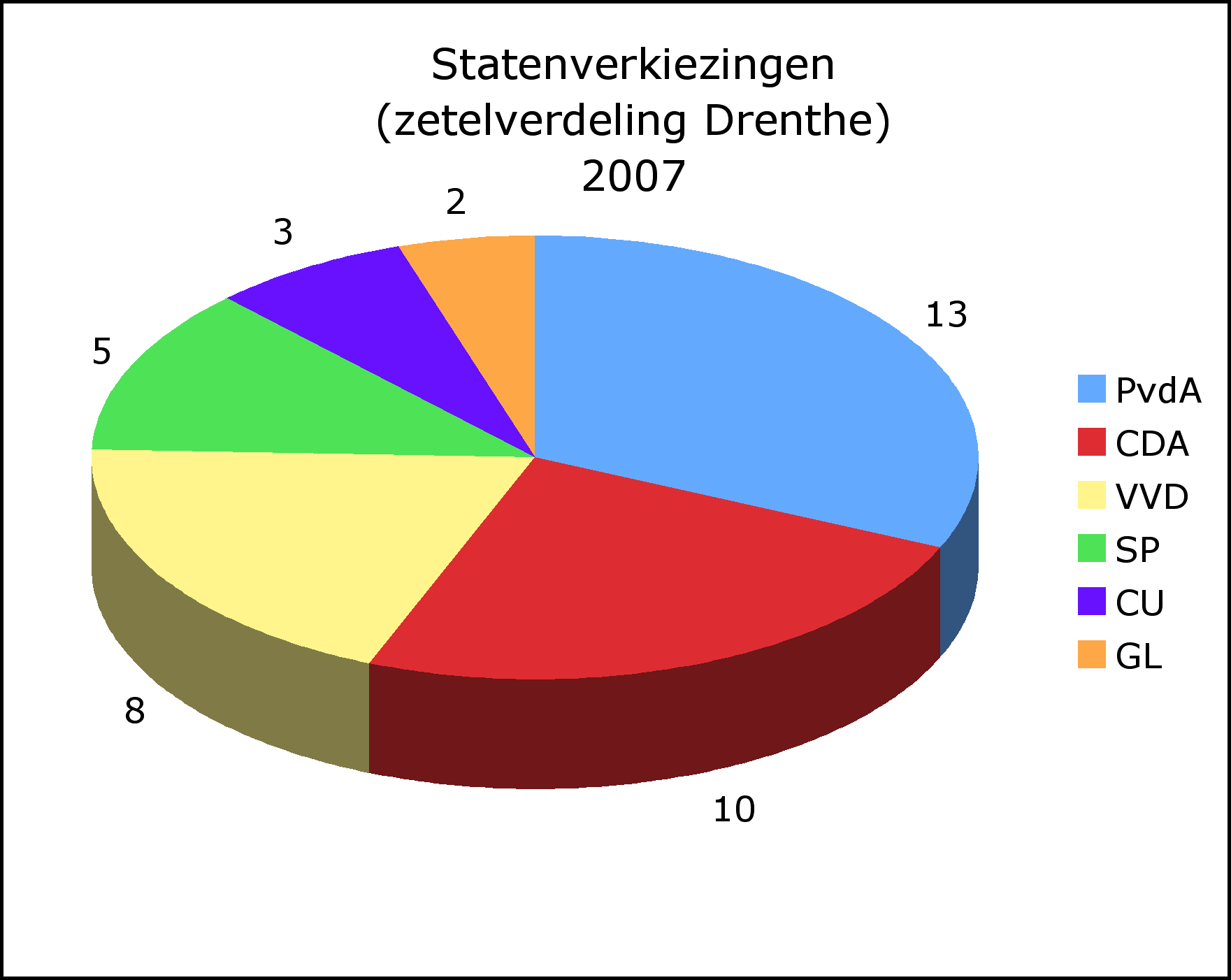
Assembleia da Província de Drente
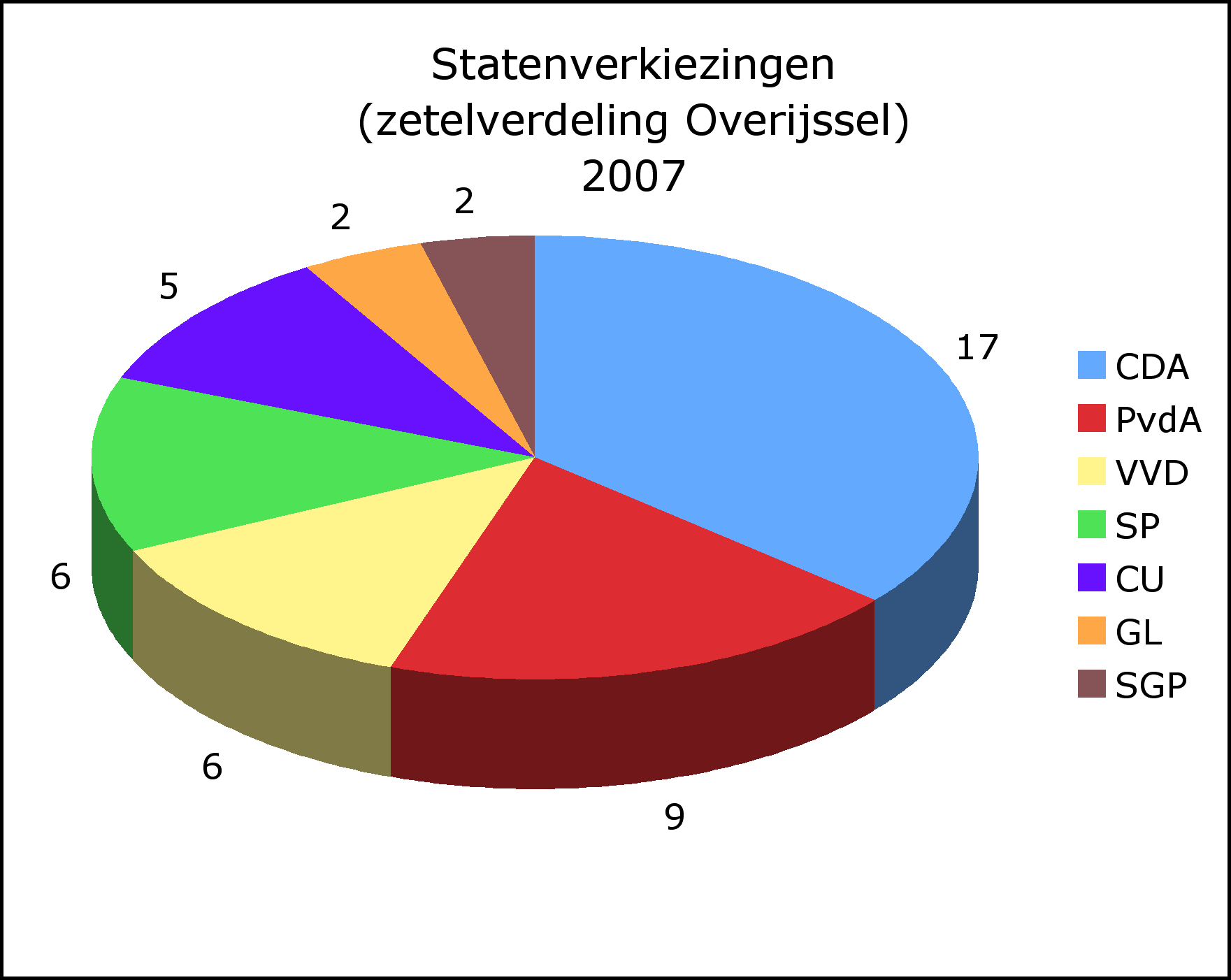
Assembleia da Província de Overissel
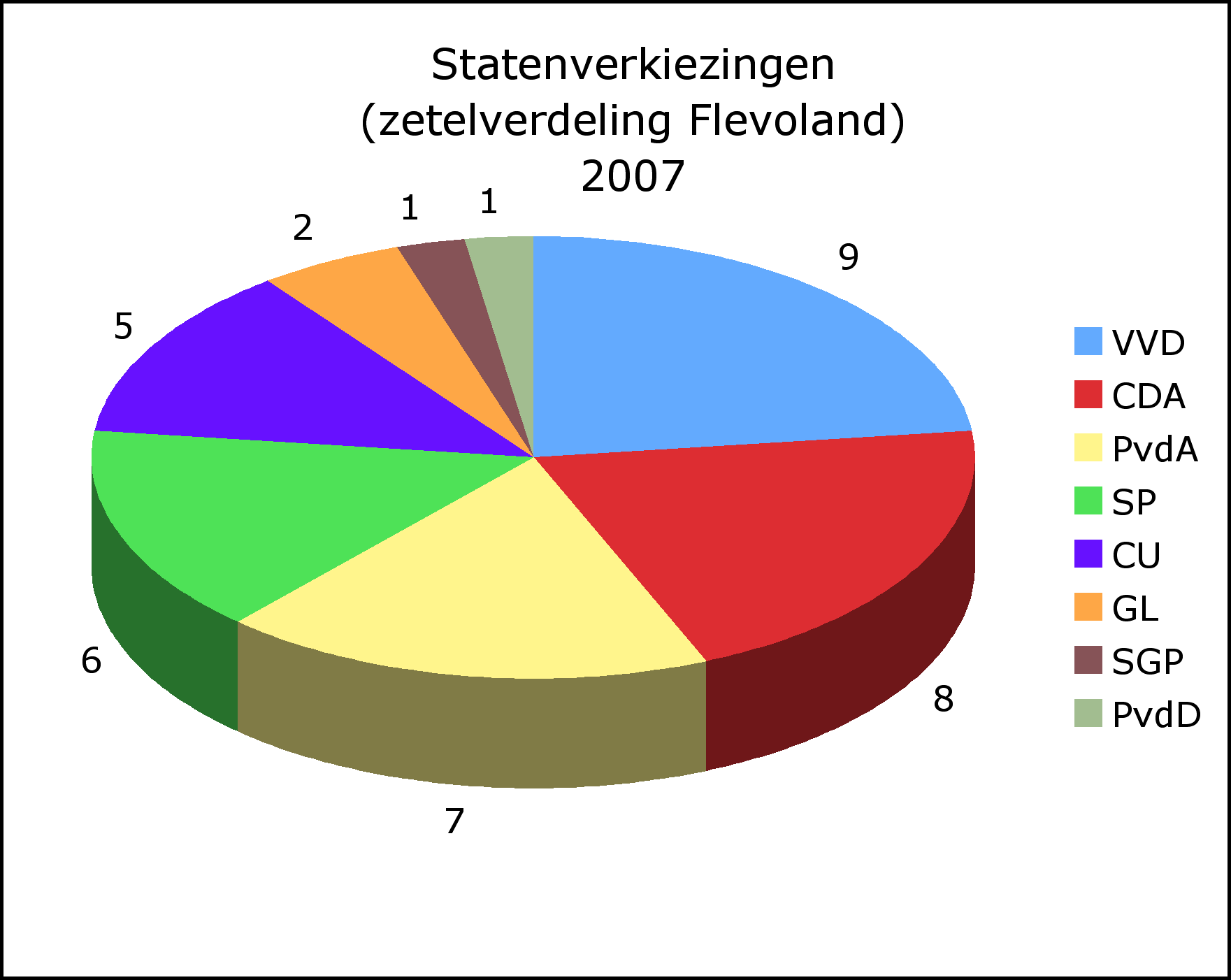
Assembleia da Província de Flevolândia
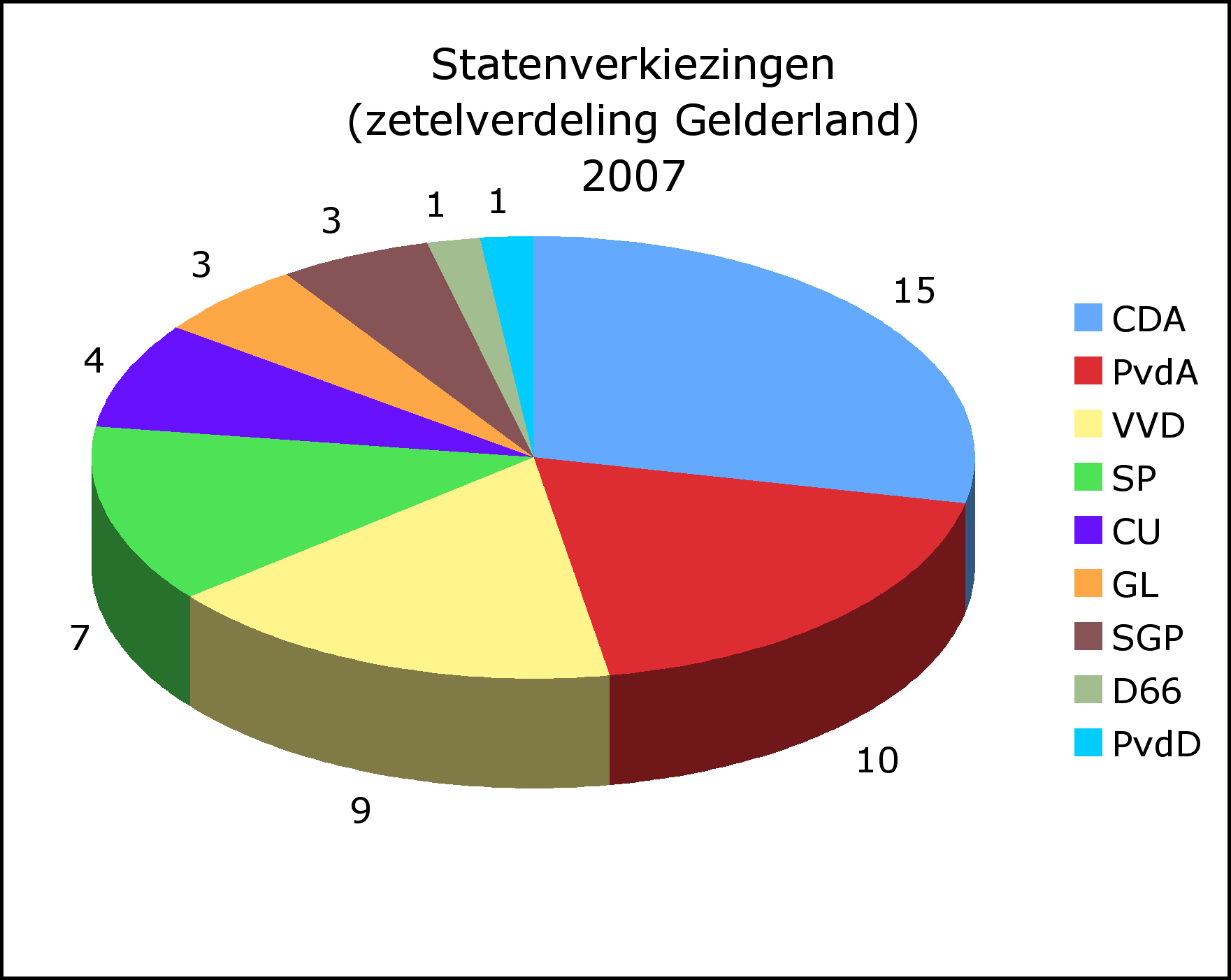
Assembleia da Província de Guéldria
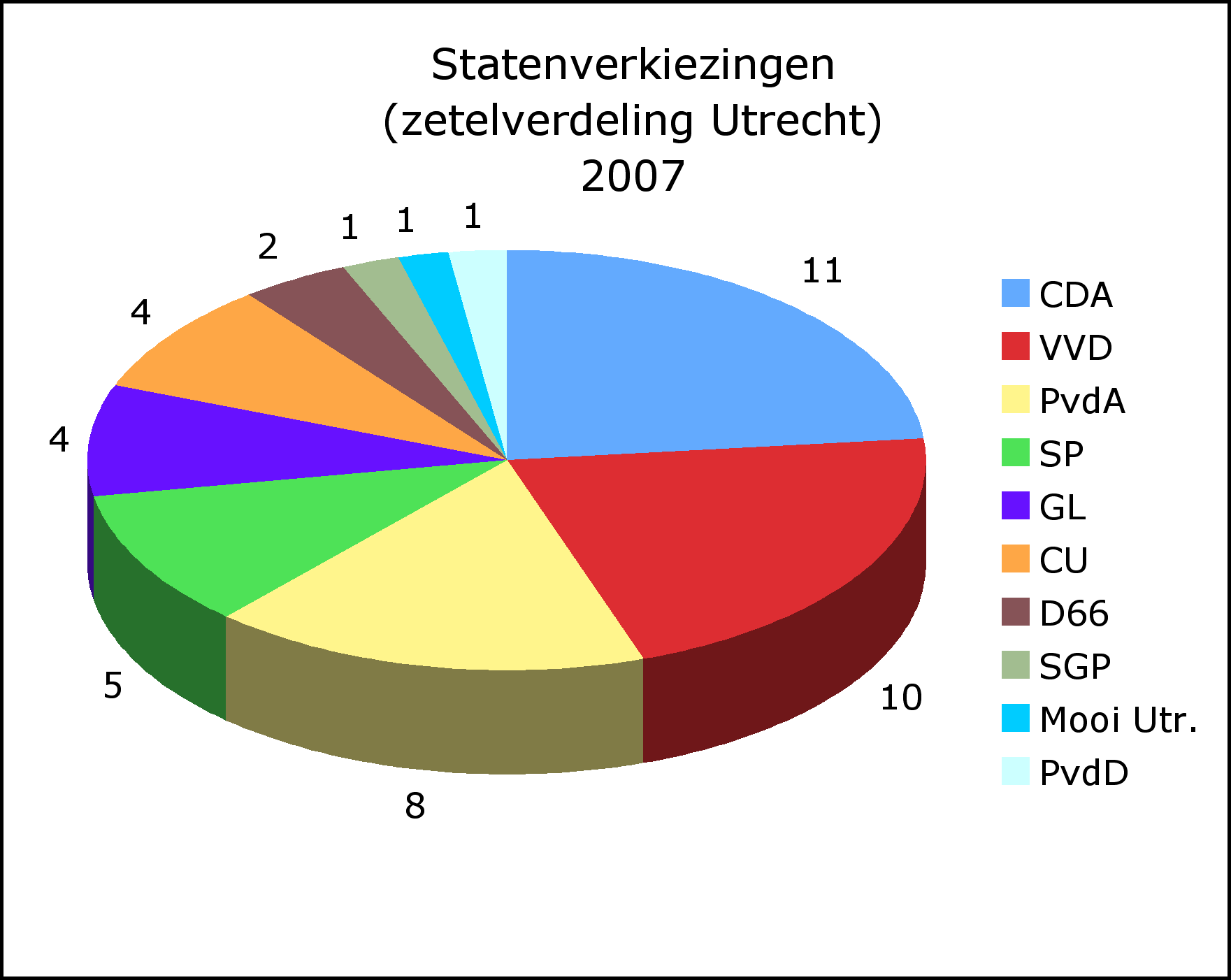
Assembleia da Província de Utrecht
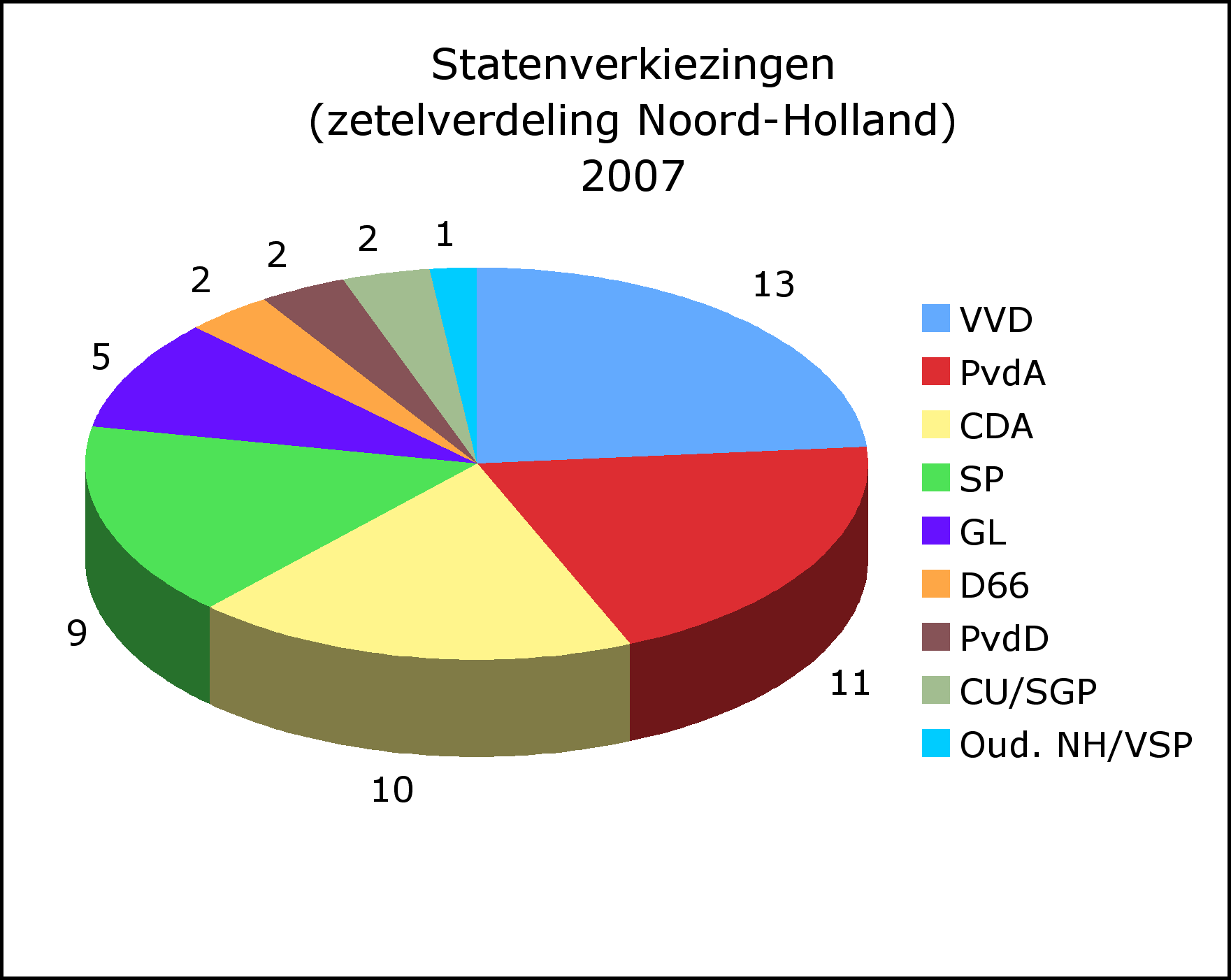
Assembleia da Província de Holanda do Norte
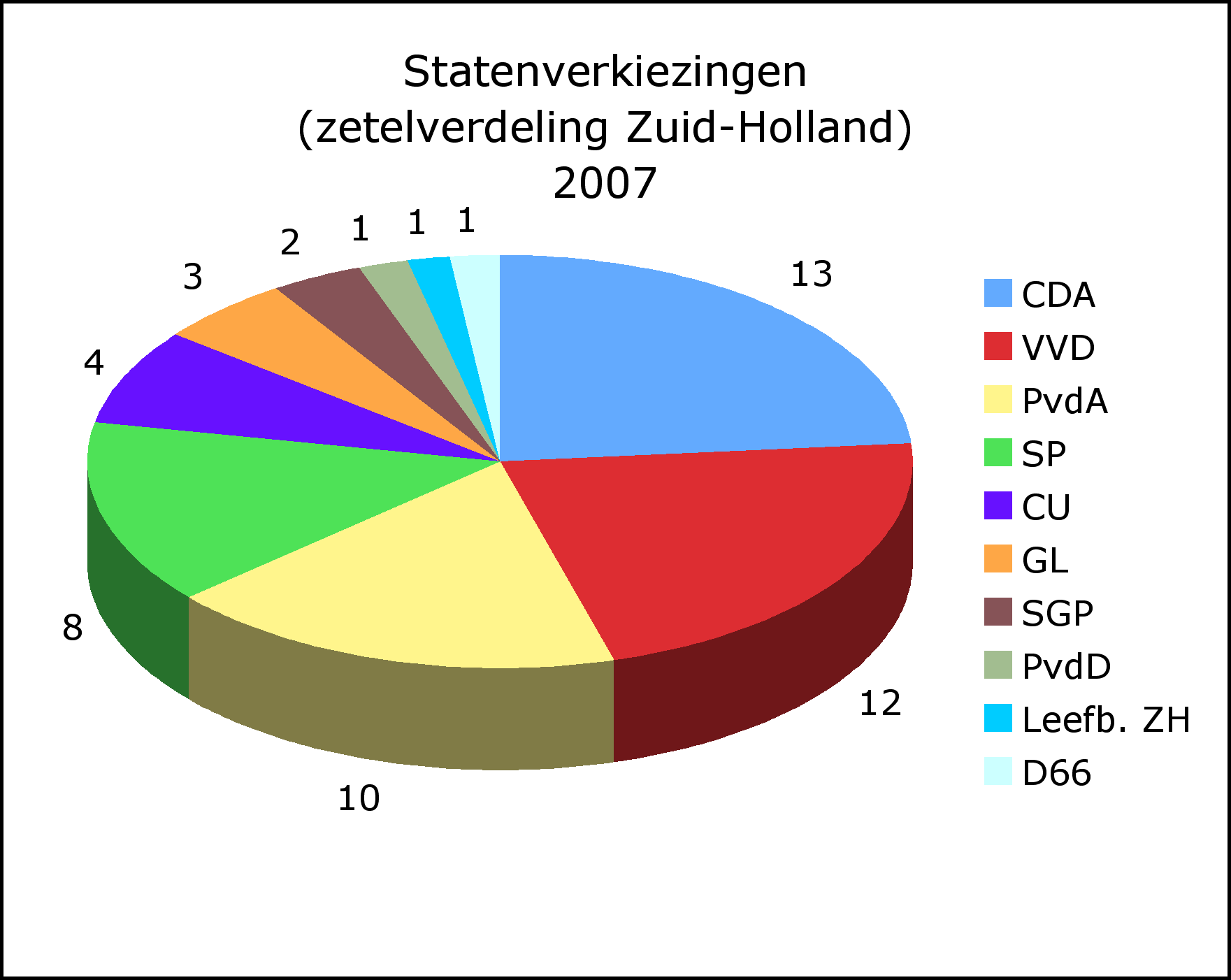
Assembleia da Província de Holanda do Sul
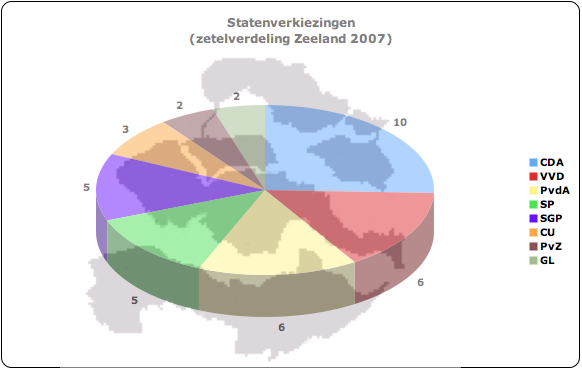
Assembleia da Província de Zelândia
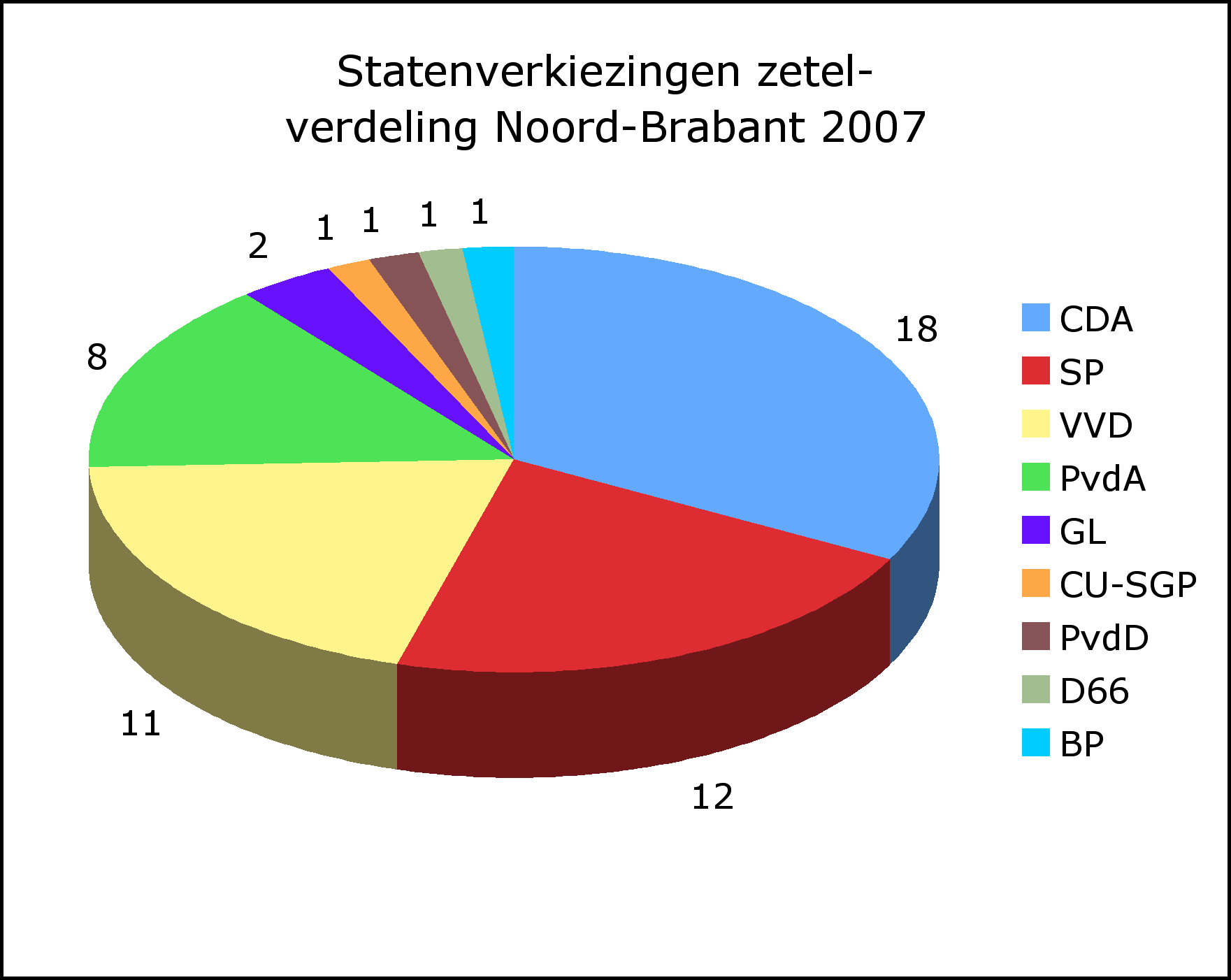
Assembleia da Província de Brabante do Norte
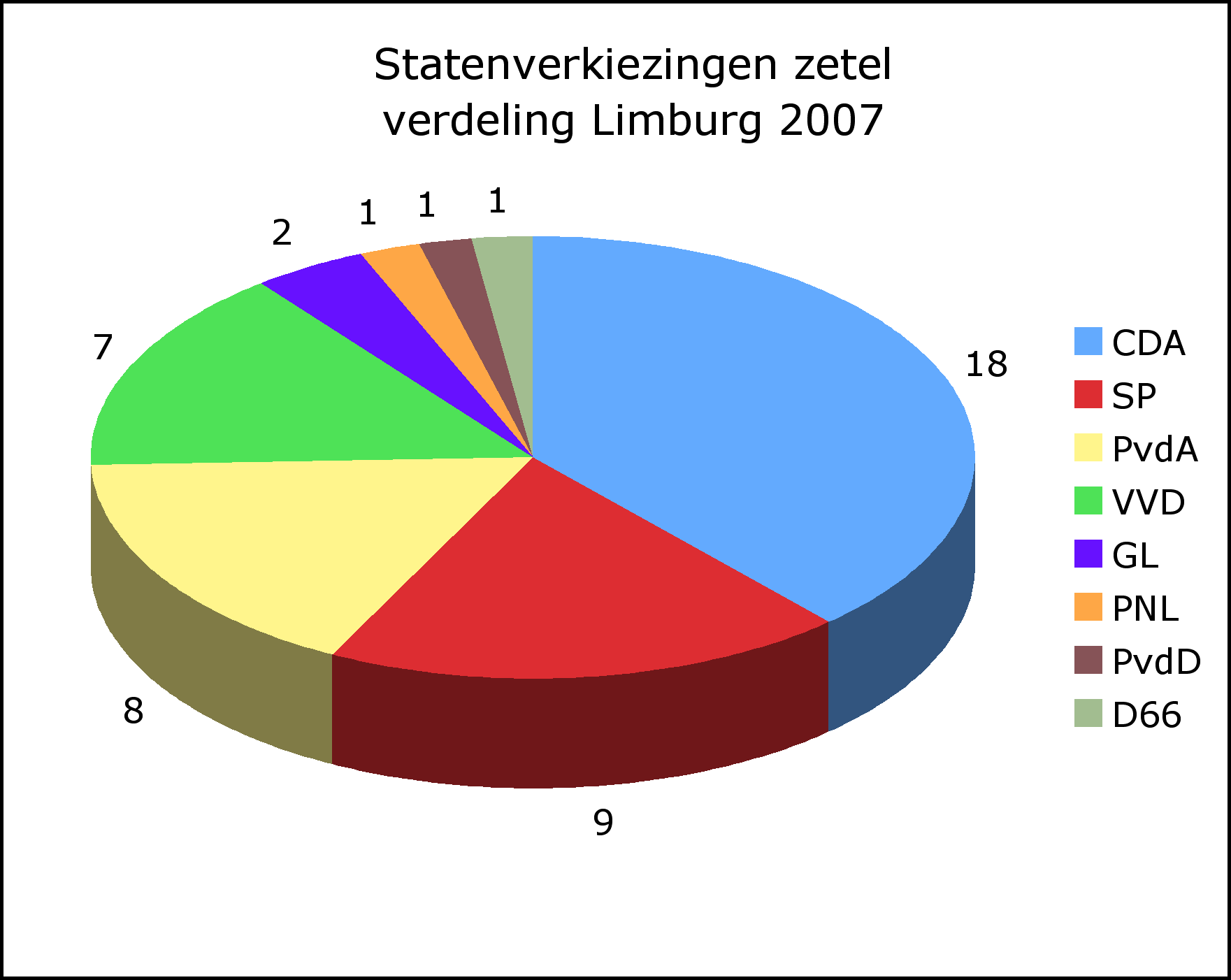
Assembleia da Província de Limburgo